# Ordnance QF 6-pounder
Ordnance QF 6-pounder var under 2. verdenskrig en standard britisk panserværns- og kampvognskanon. Den blev taget i tjeneste ved panserværnsbatterier fra 1941[kilde mangler] og blev benyttet som bevæbning på pansrede køretøjer fra 1942.[kilde mangler]
Mk II var den oprindelige version, Mk III var en Mk II modificeret til brug i pansrede køretøjer, Mk IV havde længere løb og Mk V var en Mk IV modificeret til brug i kampvogn. Ordnance QF 6-pounder blev også produceret i USA som 57-mm Antitank Gun M1. I Danmark blev den efter krigen  anvendt som 57 mm fodfolkskanon.
- Wikimedia Commons har flere filer relateret til Ordnance QF 6-pounder

| Våben | Spire Denne artikel om våben er en spire som bør udbygges. Du er velkommen til at hjælpe Wikipedia ved at udvide den. |